# Смерть в Брунсвике
«Смерть в Брунсвике» (англ. Death In Brunswick) — кинофильм.

## Сюжет
Скромный повар Карл (Сэм Нилл), устраивается на работу в небольшой ночной клуб в Брунсвике (пригороде Мельбурна). Он начинает встречаться с буфетчицой греко-австралийского происхождения Софи (Зое Каридес), которая вскоре служит причиной его неприятностей с работодателями и её строгим отцом. В итоге Карл убивает своего коллегу Мустуфу, и обращается к одному из друзей с просьбой помочь избавиться от трупа.